# Anne Baxter

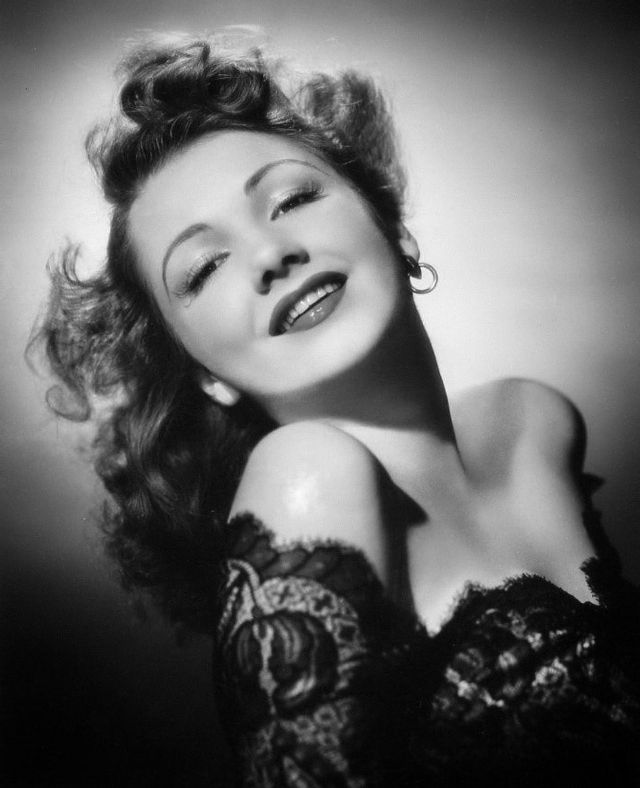
Anne Baxter (1943)

Anne Baxter (* 7. Mai 1923 in Michigan City, Indiana; † 12. Dezember 1985 in New York City) war eine US-amerikanische Schauspielerin, die in den 1940er- und 1950er-Jahren durch Hollywood-Filme wie Der Glanz des Hauses Amberson, Alles über Eva, Gardenia – Eine Frau will vergessen, Ich beichte und Die zehn Gebote große Bekanntheit erlangte. Für ihren Auftritt in Auf Messers Schneide wurde sie 1947 mit dem Oscar als beste Nebendarstellerin ausgezeichnet.

## Leben und Karriere
Anne Baxter wurde als Enkelin des berühmten Architekten Frank Lloyd Wright in eine wohlhabende Familie hineingeboren. Bereits in der Schule war sie auf der Bühne zu sehen und gab im Alter von gerade einmal 13 Jahren ihr Debüt am Broadway. Sie arbeitete weiter auf der Bühne, bis sie 1940 mit einer größeren Nebenrolle im Western Twenty Mule Team ihr Filmdebüt für Metro-Goldwyn-Mayer hatte.
Anschließend war die junge Schauspielerin unter anderem als Tochter von Joseph Cotten in Orson Welles’ Filmdrama Der Glanz des Hauses Amberson (1942) zu sehen sowie als französisches Dienstmädchen in Billy Wilders Kriegsfilm Fünf Gräber bis Kairo (1943). Sie schlüpfte dabei häufig in die Rolle der „jungen Naiven“, in die sich der männliche Hauptdarsteller verliebt. 1946 erhielt Baxter für ihre Darstellung der Sophie MacDonald in Auf Messers Schneide, der Verfilmung des gleichnamigen Romans von W. Somerset Maugham, den Oscar als beste Nebendarstellerin.
Ihre berühmteste Rolle war die der skrupellosen jungen Schauspielerin Eve Harrington im Filmklassiker Alles über Eva, für die sie 1951 für den Oscar als beste Hauptdarstellerin nominiert war. Anschließend übernahm sie auch Hauptrollen in Hitchcocks Kriminalfilm Ich beichte (1951) und in Fritz Langs Film noir Gardenia – Eine Frau will vergessen (1953). Ein weiterer Höhepunkt ihrer Karriere war die Rolle der altägyptischen Königin Nefretiri in Cecil B. DeMilles Monumentalfilm Die zehn Gebote (1956) an der Seite von Charlton Heston und Yul Brynner. Als ab den 1960er-Jahren die Angebote für Hauptrollen altersbedingt abnahmen, fokussierte sie sich vor allem auf Rollen im amerikanischen Fernsehen. In der Columbo-Episode Klatsch kann tödlich sein (1973) spielte sie einen alternden Filmstar, der vor Mord nicht zurückschreckt. In den 1970er-Jahren verkörperte Baxter am Broadway in dem Musical Applause, einer Bearbeitung von Alles über Eva, die Rolle der alternden Diva Margo Channing, die im Film von Bette Davis gespielt worden war. Ihre letzte Rolle war die der Hotelchefin in der Fernsehserie Hotel nach dem Roman von Arthur Hailey, die sie von 1983 bis zu ihrem Tod spielte.
Baxter war ab 1946 mit dem Schauspieler John Hodiak verheiratet. Die Ehe, aus der eine Tochter hervorging, wurde 1953 geschieden. Später war sie mit Randolph Galt, mit dem sie zwei Töchter hatte, und mit David Klee verheiratet. Sie starb 1985 im Alter von 62 Jahren völlig überraschend an den Folgen eines Schlaganfalls. Sie wurde auf dem Friedhof der Unity Chapel in Spring Green, Wisconsin, beigesetzt.

## Filmografie (Auswahl)
- 1940: 20 Mule Team
- 1940: The Great Profile
- 1941: Charley’s Aunt
- 1941: In den Sümpfen (Swamp Water)
- 1942: Der Glanz des Hauses Amberson (The Magnificent Ambersons)
- 1942: The Pied Piper
- 1943: Crash Dive
- 1943: Fünf Gräber bis Kairo (Five Graves to Cairo)
- 1943: The North Star
- 1944: Der Sonntagsgast (Sunday Dinner for a Soldier)
- 1944: Fünf Helden (The Sullivans)
- 1944: The Eve of St. Mark
- 1944: Guest in the House
- 1945: Skandal bei Hofe (A Royal Scandal)
- 1946: Angel on My Shoulder
- 1946: Auf Messers Schneide (The Razor’s Edge)
- 1946: Smoky, König der Prärie (Smoky)
- 1947: Blaze of Noon
- 1947: Es begann in Schneiders Opernhaus (Mother Wore Tights)
- 1948: Dr. Johnsons Heimkehr (Homecoming)
- 1948: Herrin der toten Stadt (Yellow Sky)
- 1948: The Luck of the Irish
- 1948: The Walls of Jericho
- 1949: You’re My Everything
- 1950: A Ticket to Tomahawk
- 1950: Alles über Eva (All About Eve)
- 1951: Follow the Sun
- 1952: Die Frau des Banditen (The Outcasts of Poker Flat)
- 1952: Fünf Perlen (O. Henry’s Full House)
- 1952: My Wife’s Best Friend
- 1953: Gardenia – Eine Frau will vergessen (The Blue Gardenia)
- 1953: Ich beichte (I Confess)
- 1954: Carnival Story
- 1955: Mit roher Gewalt (The Spoilers)
- 1955: Nachts auf den Boulevards (Bedevilled)
- 1955: Und wäre die Liebe nicht… (One Desire)
- 1956: Am Strand der Sünde  (The Come on)
- 1956: Die zehn Gebote (The Ten Commandments)
- 1956: Rivalen ohne Gnade  (Three Violent People)
- 1958: Flüsternde Schatten (Chase a Crooked Shadow)
- 1959: Summer of the Seventeenth Doll
- 1960: Cimarron
- 1962: Auf glühendem Pflaster (Walk on the Wild Side)
- 1962: Hundert Stunden Angst (Mix Me a Person)
- 1966–1967: Batman (TV-Serie, sieben Folgen)
- 1966: Frauen, die durch die Hölle gehen (Las siete magníficas)
- 1967: Ein Fremder auf der Flucht (Stranger on the Run)
- 1967: The Busybody
- 1970: Herausforderung zum Grand Prix (The Challengers) (TV-Film)
- 1971: Die Gnadenlosen (Fools’ Parade)
- 1971: The Late Liz
- 1973: Columbo: Klatsch kann tödlich sein (Requiem for a Falling Star)
- 1980: Jane Austen in Manhattan
- 1981, 1985: Love Boat (The Love Boat) (TV-Serie, vier Folgen)
- 1983–1986: Hotel (TV-Serie, 75 Folgen)
- 1984: Sherlock Holmes – The Masks of Death (TV-Film)

## Auszeichnungen
- 1947: Golden Globe Award als beste Nebendarstellerin für Auf Messers Schneide
- 1947: Oscar als beste Nebendarstellerin für Auf Messers Schneide
- 1951: Oscar-Nominierung als beste Hauptdarstellerin für Alles über Eva
- 1960: Stern auf dem Hollywood Walk of Fame
- 1969: Emmy für den besten Fernseh-Gastauftritt einer Schauspielerin in The Name of the Game